# 진천군립 생거판화미술관
진천군립 생거판화미술관은 우리나라 최초의 현대판화미술관으로 2010년 최초 개관하
였다. 2020년 전시동 증축하여 전시동과 교육동으로 구분하여 운영하고 있다. 판화미술관은 현대판화 기획전과 소장품 공개를 통하여 국내‧외 현대판화 작가와 작품을 소개하고 동시대 현대판화의 흐름에 호흡하며 기록하고자 한다. 
또, 전시와 연계된 판화 체험 프로그램, 연령별 판화 교육프로그램 개발 등 다양한 문화예술프로그램의 운영으로 군민과 관람객에게 예술이 공존하는 삶을 제공하고자 한다.
진천군립 생거판화미술관은 문체부에서 주관하는 ‘공립미술관평가인증제’에 2회 연속 선정되어 인증된 우수미술관이다. 
‘2020년 공립미술관평가인증제’ 선정 인증기간 2021년~2023년
‘2023년 공립미술관평가인증제’ 선정, 인증기간 2024년~2026년

## 시설 현황
- 위치: 충청북도 진천군 진천읍 백곡로 1504-10
- 부지면적 4,120㎡, 건물면적 교육동 812.49㎡, 전시동 728.28㎡
- 교육동 지상 1층[교육실, 사무실, 문서고 등], 전시동 지상 1층[기획전시실, 상품점 등]

## 관람 안내
- 관람시간 오전 10:00 ~ 오후 6:00 (입장시간: 오전 10:00 ~ 오후 5:00)
- 관람료 성인 5,000원 (진천종박물관 통합관람권 발권 후 관람 / 진천사랑상품권 100% 환급)
- 휴관일 매주 월요일, 1월 1일, 설날, 추석, 전시 교체 시 등